# Магуарі
Магуарі (Ciconia maguari) — вид птахів родини лелекових (Ciconiidae).

## Поширення
Вид поширений у Південній Америці. Трапляється на схід від Анд. Мешкає на водно-болотяних угіддях, уникає тропічних лісів Амазонії.

## Опис
Великий птах, заввишки 97—110 см, вагою 3,8—4,2 кг. Оперення біле, лише махові та криючі крил чорні. Лицьова маска лиса, неоперена, червоного кольору. Дзьоб довгий, прямий, масивний, сірого кольору. Ноги червоні.

## Спосіб життя
Магуарі трапляється у вологих регіонах і на сільськогосподарських угіддях. Живиться рибою, жабами, раками, дрібними гризунами, зміями, водними комахами та іншими безхребетними. Гніздиться в колоніях від 5 до 15 гнізд. Гніздо розташовується на кущах або невеликих деревах на висоті від 1 до 6 м або на землі в густій рослинності. Місця гніздування завжди оточені водою. У кладці 2—3 яйця. Інкубація триває 29—32 дні.